# John Alexander Dowie
John Alexander Dowie (25 de maio de 1847– 9 de março de 1907) foi um pregador e utopista escoto-australiano.
Nascido na Escócia, emigrou em 1860 para a Austrália, onde ordenou-se ministro congregacionalista. Dowie deixou sua função pastoral para tornar-se pregador e curador itinerante em 1880. Emigrou uma vez mais, para os Estados Unidos; e em 1896 fundou sua cidade, Zion, ao norte de Chicago e organizou sua igreja a Christian Catholic Apostolic Church.
Por motivos de escândalos pessoais e má gestão financeira, sua utopia em Zion entrou em decadência a partir de 1903. Mesmo assim, a concepção de cura divina de Dowie influenciou o nascente pentecostalismo. Alguns missionários oriundos de Zion foram para a África do Sul e iniciaram o que hoje resultam no zionismo, movimento cristão africano.